# Anastrepha dissimilis
Anastrepha dissimilis är en tvåvingeart som beskrevs av Stone 1942. Anastrepha dissimilis ingår i släktet Anastrepha och familjen borrflugor. Inga underarter finns listade i Catalogue of Life.